# Axel Anthon Bjørnbo

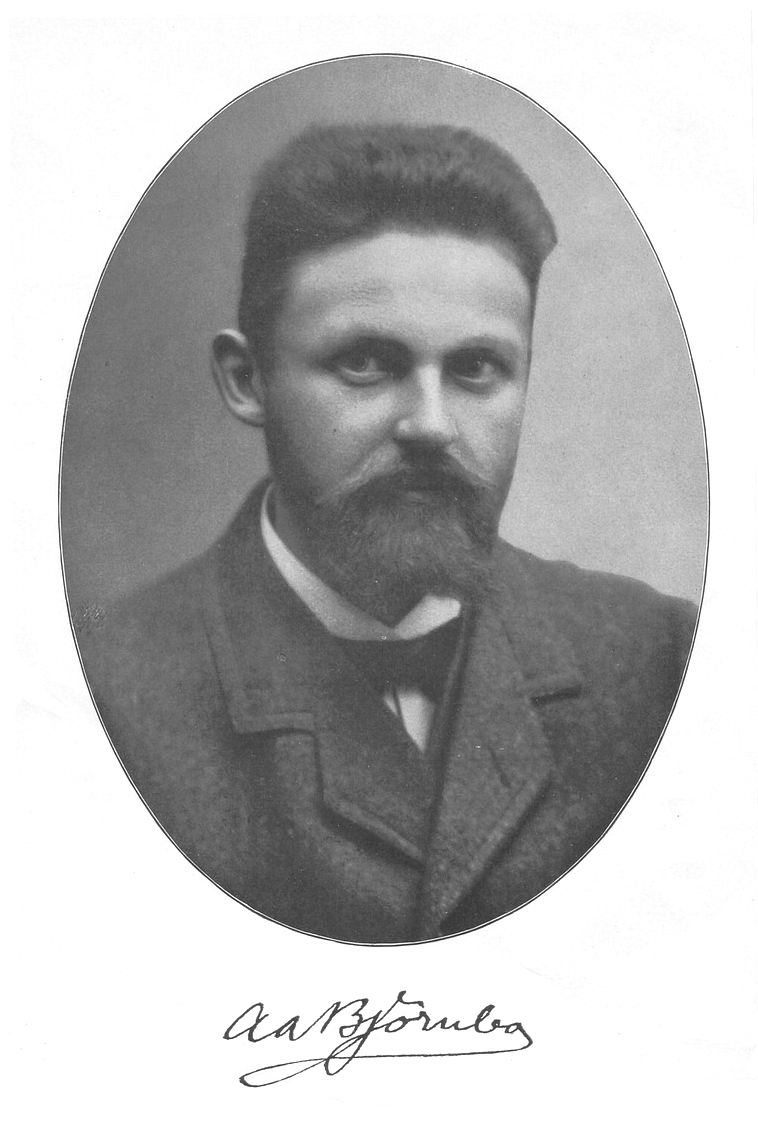
Axel Anthon Bjørnbo

Axel Anthon Bjørnbo (* 20. April 1874 in Kopenhagen; † 6. Oktober 1911 in Hellerup) war ein dänischer Mathematikhistoriker und Bibliothekar.

## Leben
Axel Anthon Bjørnbo war der Sohn des Philologen Richard Christensen, änderte aber seinen Nachnamen 1901, da es einen weiteren Christensen gab, der über Mathematikgeschichte schrieb. Er besuchte die Borgerdydskolen, an der Heiberg Griechisch unterrichtete und sein Vater Lehrer gewesen war, und las dort schon die griechischen Mathematiker im Original. Ab 1891 er studierte Mathematik (bei Hieronymus Zeuthen) und Paläographie an der Universität Kopenhagen. Ein Semester verbrachte er in München (bei Anton von Braunmühl in Mathematikgeschichte und Ludwig Traube in lateinischer Paläographie), wo er 1901 zum Dr. phil. promoviert wurde. Die Dissertation war über die Sphärik von Menelaos, worin er auch die lateinische Überlieferung des Werks und die Geschichte der griechischen sphärischen Trigonometrie behandelt. Für die Dissertation untersuchte er Manuskripte in Deutschland, Österreich, Frankreich und Italien.
1902 wurde er Bibliothekar an der Königlichen Bibliothek in Kopenhagen und widmete sich Bjørnbo dem Studium mittelalterlicher mathematischer Handschriften. Dazu beschrieb er 1903 ein detailliertes Programm der Registrierung aller mathematischen und astronomischen mittelalterlichen Handschriften und begann selbst mit der Anlage eines Katalogs (mit 2000 Karteikarten mit Incipits), der sich im Nachlass von Gustaf Eneström bei der Stockholmer Akademie der Wissenschaften befindet. Er veröffentlichte zahlreiche Editionen und Kommentare zu antiken und mittelalterlichen Schriften der Mathematik und Geographie. Er konnte zahlreiche Überlieferungswege nachverfolgen, so entdeckte er die lateinische Übersetzung von Euklids Elementen von Gerhard von Cremona und die direkte Übersetzung des Almagest von Claudius Ptolemäus aus dem Griechischen in Süditalien. Er veröffentlichte über die Überlieferung der astronomischen Tafeln von al-Chwarizmi und er fand zwei neue Handschriften von Johannes Werner über Trigonometrie in der Vatikanbibliothek (De meteoroscopiis, De triangulis sphaericis). Er veröffentlichte die Abhandlung von Thabit ibn Qurra über den Satz von Menelaos und Abhandlungen über Optik von al-Kindī und Pseudo-Euklid. Später befasste er sich mit Kartographie und Geographie, so der Beschreibung Skandinaviens aus dem 15. Jahrhundert des Dänen Claudius Clavus. Nach Menso Folkerts zeichnete sich seine Herausgabe von Manuskripten durch Sorgfalt und Exaktheit aus. Er berücksichtigte stets alle relevanten Manuskripte bei einer Werkausgabe (im Gegensatz zu vielen seiner Zeitgenossen, wie Maximilian Curtze, mit dem Bjørnbo in engem Kontakt stand und dessen Nachlass er nach dem Tod von Curtze 1903 auswertete).
An der Dänischen Akademie der Wissenschaften gründete Bjørnbo 1906 eine Kommission zur Registrierung literarischer Quellen zur dänischen Geschichte in ausländischen Bibliotheken und Archiven. Außerdem gründete er 1908 den Verein Kopenhagener Bibliothekare, in dessen Vorstand er bis 1910 saß. Am 6. Oktober 1911 starb Bjørnbo, nur 37 Jahre alt, an einem Herzanfall.

## Schriften (Auswahl)
- Studien über Menelaos’ Sphärik. Beiträge zur Geschichte der Sphärik und Trigonometrie der Griechen. Leipzig 1902 (Abhandlungen zur Geschichte der Mathematischen Wissenschaften 14)
- Über zwei mathematische Handschriften aus dem 14. Jahrhundert, Bibl. Math. (3), Band 3, 1902, S. 63–75
- Die mathematischen S. Marcohandschriften in Florenz, 4 Teile, Bibl. Math. (3), Band 4, 1903, S. 238–245, Band 6, 1905, S. 230–238, Band 12, 1911/12, S. 97–132, 193–224
- Über ein bibliographisches Repertorium der handschriftlichen mathematischen Literatur des Mittelalters, Bibl. Math. (3), Band 4, 1903, S. 226–333
- Gerhard von Cremonas Übersetzung von Al-Khwarizmis Algebra und von Euklids Elementen, Bibl. Math. (3), Band 6, 1905, S. 239–248
- mit Carl S. Petersen: Fyenboen Claudius Claussøn Swart (Claudius Clavus), Nordens aeldste kartograf. Kopenhagen 1904
  - Deutsche Übersetzung von Ella Lesser: Der Däne Claudius Claussen Swart (Claudius Clavus), der älteste Kartograph des Nordens, der erste Ptolemäusepigon der Renaissance. Innsbruck 1909
- Joannis Werneri de triangulis sphaericis libri quatuor. De meteoroscopiis libri sex cum prooemio Georgii Joachimi Rhetici. Zwei Bände, Leipzig 1907–1913 (Abhandlungen zur Geschichte der Mathematischen Wissenschaften 24)
  - Band 1 (1907) De triangulis sphaericis
  - Band 2  (1913) De meteoroscopiis. Herausgegeben von Joseph Würschmidt unter Benutzung der Vorarbeiten von Björnbo. Mit einem Vorwort von Eilhard Wiedemann
- Al-Khwarizmis trigonometriske tavler, in: Festskrift til H. G. Zeuthen, Kopenhagen 1909, S. 1–17
- mit Sebastian Vogl: Alkindi, Tideus und Pseudo-Euklid. Drei optische Werke. Leipzig 1912
- mit Carl Petersen: Anecdota cartographica septentrionalia, 1908
- Die astronomischen Tafeln des Muhammed ibn Musa al Khwarizmi in der Bearbeitung des Maslama ibn Ahmed al-Madjriti und der lateinischen Übersetzung des Atelhard von Bath auf Grund der Vorarbeiten von A. Bjørnbo und R. Besthorn in Kopenhagen herausgegeben und kommentiert von H. Suter in Zürich, Det Kgl. Vid. Selsk. Skrifter, 7. Reihe, Hist.Fil.Afd. III, 1, Kopenhagen 1914
- Thabits Werk über den Transversalensatz (liber de figura sectore). Mit Bemerkungen von H. Suter. Herausgegeben und ergänzt durch Untersuchungen über die Entwicklung der muslimischen sphärischen Trigonometrie von Dr. H. Bürger und Dr. K. Kohl, Abh. Gesch. Med. Nat., Heft 7, 1924